# 133 (číslo)
Sto třicet tři je přirozené číslo. Následuje po číslu sto třicet dva a předchází číslu sto třicet čtyři. Řadová číslovka je stý třicátý třetí nebo stotřiatřicátý. Římskými číslicemi se zapisuje CXXXIII.

## Matematika
Sto třicet tři je
- bezčtvercové celé číslo.
- deficientní číslo.
- šťastné číslo.
- příznivé číslo.

- osmiúhelníkové číslo.
- součet druhých mocnin čísel vyjádřených číslicemi čtvrtého dokonalého čísla 8128 (64 + 1 + 4 + 64).

## Chemie
- 133 je nukleonové číslo jediného přírodního izotopu cesia.[1]

## Kosmonautika
Mise STS-133 byla posledním startem raketoplánu Discovery do kosmu. Start původně plánovaný na listopad 2010 se odkládal a nakonec raketoplán vzlétl až 24. února 2011. Hlavním úkolem bylo přípojení plošiny ELC 4 a doručení víceúčelového logistického modulu „Leonardo“ a náhradních dílů k Mezinárodní vesmírné stanici (ISS). Během mise byl na palubu ISS dopraven i americký robot nazvaný Robonaut 2 pro testování ve stavu beztíže.

## Doprava
- Silnice II/133 je česká silnice II. třídy vedoucí na trase Horní Cerekev – Vyskytná[2]

## Roky
- 133
- 133 př. n. l.